# Jean-François Steiner
Pour les articles homonymes, voir Steiner.
Jean-François Steiner (nom à l'état civil : Jean-François Cohen) est un écrivain français né le 17 février 1938 dans la région parisienne. Il est essentiellement connu pour son roman controversé Treblinka paru en 1966 et pour sa participation dans les années 1990 à la défense de Maurice Papon.

## Biographie
Jean-François Steiner est né dans la région parisienne. Il est le fils d'Isaac Kadmi Cohen, déporté et mort en 1944 à Gliwice dans un sous-camp d'Auschwitz. Après la guerre, sa mère se remarie avec le docteur Steiner qui l'adoptera et dont il prendra le nom comme nom de plume.
Après des études classiques au lycée Louis-le-Grand, Jean-François Steiner passe un an et demi en Israël. Il découvre la vie en kibboutz. Revenu en France, il commence une licence de philosophie à la Sorbonne.
En 1959, il résilie son sursis et s'engage dans un régiment parachutiste. Il sert en Algérie au 13e régiment de dragons parachutistes.
Il épouse en 1967 Grit von Brauchitsch, la petite-fille du Generalfeldmarschall Walther von Brauchitsch, commandant en chef de l'Armée de terre allemande de 1938 à 1942, et la fille de Bernd von Brauchitsch (en), premier aide de camp du Reichmarschal Hermann Göring.

## Treblinka
Publié en mars 1966, après le procès Eichmann, aux lendemains de l'affaire du Vicaire ainsi que du procès de Dusseldörf (de), le livre connaît un énorme succès. Il est célébré par Françoise Giroud, François Mauriac et Philippe Labro qui le considère alors comme « l’un des livres les plus importants écrits sur l’univers concentrationnaire ». Il est néanmoins l'objet d'une des polémiques majeures des années 1960 en France sur la Shoah, qui rebondit dans les années 1980-1990.
L'ouvrage se présente comme un roman relatant l'histoire du camp d'extermination jusqu'à la révolte d'août 1943 ; se disant composé à partir des témoignages des rescapés, il se place dans une perspective objective et documentaire. Préfacé par Simone de Beauvoir et salué par Pierre Vidal-Naquet, François Mauriac, Joseph Rovan, Edmond Michelet ou encore Pierre Daix, il rencontre un accueil très favorable, reçoit le Prix littéraire de la Résistance et devient un best-seller traduit dès 1967 en anglais, puis en allemand, espagnol, italien, japonais et néerlandais .
Écrit du point de vue d'un narrateur omniscient qui se place alternativement du point de vue des déportés et des nazis sans prendre apparemment parti, le roman donne une étrange impression de relief comme un contrepoint musical. La préface de Simone de Beauvoir souligne l'ambivalence de l'ouvrage : à la fois exemple de « courage » de l'auteur qui assume la collusion de la génération précédente avec sa propre extermination, et exaltation de la révolte finale. Pour Marie Bornand, « si le mode énonciatif scandalise dès l'abord […], il a pu être justifié et expliqué grâce à la caution biographique et testimoniale […] Le point de vue nazi est légitimé en tant que tactique de l'auteur : faire endurer au lecteur le poids de l'idéologie qui a écrasé les Juifs et les a conduits par millions au massacre ». François Azouvi relève qu'« au moins deux lectures du livre seront donc possibles : une première qui retiendra surtout la « collaboration » des Juifs avec leurs bourreaux et leur docilité pour se faire massacrer, une seconde qui s'attachera à la révolte et en tirera une leçon de grandeur juive ». À cet égard, il souligne que « Le livre de Steiner a été lu parce que son auteur a écrit et dit à la télévision ce que, jusque-là, on n'avait pas entendu : la saturation d'une génération juive nourrie aux récits de la déportation et pour laquelle il était déshonorant d'avoir eu un père mort à Auschwitz ou à Treblinka. » Samuel Moyn (en) y voit à cet égard un phénomène générationnel. Les années 1960 ont ainsi vu certains, comme Rabi, opposer favorablement la valorisation de la révolte dans Treblinka à l'insistance sur la collaboration des Juifs au sein des Judenräte de l'Eichmann à Jérusalem d'Hannah Arendt.
Lors de sa sortie cependant, le livre est accusé d'antisémitisme par Joseph Billig et David Rousset. Ce dernier polémique à ce propos avec Simone de Beauvoir, notamment sur la nature spécifique ou non du génocide. Claude Lanzmann juge à cette occasion inacceptable que Steiner reproche aux victimes de s'être « laissés mener à l'abattoir comme des moutons » en allant, dans le cas des membres du Sonderkommando, jusqu'à « aider les allemands dans leur besogne ». Les historiens Michel Borwicz, Georges Wellers et Léon Poliakov s'élèvent également, comme de nombreux anciens déportés et une large partie de la presse yiddishophone, contre l'idée des Juifs censés avoir été complices de leur propre extermination.
La lecture du roman change plus tardivement, avec de nouveaux éclairages sur l'auteur et ses motivations, à un moment où les erreurs factuelles contenues dans le livre sont aussi plus évidentes grâce aux progrès des travaux académiques sur Treblinka. C'est tout d'abord le cas après que Jean-François Steiner a reconnu en 1986, à l'occasion du procès Demjanjuk, que la partie consacrée à la mort d'Ivan le Terrible avait été réécrite par Gilles Perrault, suscitant alors le doute sur la sincérité de l'ouvrage, susceptible de répondre davantage à de prosaïques ambitions commerciales qu'au besoin personnel et mémoriel du fils d'un déporté juif mort dans un sous-camp d'Auschwitz.
Ces révélations entraînent un réexamen critique : Treblinka se révèle alors à lire au premier degré, comme une caution du discours antisémite. Pierre Vidal-Naquet déclare avoir été piégé, et juge finalement que le roman relève d'« une sous-littérature qui représente une forme proprement immonde d'appel à la consommation et au sadisme ». Plus tardivement, Michaël Prazan souligne pour sa part le malaise provoqué tout au long du roman par l'insistance de l'auteur sur « la participation des Juifs à leur propre génocide, procédant ainsi à un dévidage de la culpabilité nazi », ainsi que par sa complaisance à décrire des scènes d'orgies sexuelles entre victimes et bourreaux : qu'il y eût une sexualité dans un tel lieu revenait à en réduire la nature criminelle. Gitta Sereny, enfin, reconnait à Jean-François Steiner à la fois talent, sincérité et le mérite d'avoir finalement accepté de republier son livre en le présentant comme une fiction ; mais elle range son roman, au côté d'Au nom de tous les miens de Martin Gray, parmi ceux qui tout en étant partiellement vrais, seraient parmi les pires : « ce qu'il a produit finalement était un mélange de vérité et de mensonge, diffamant à la fois les morts et les vivants. »

## L'affaire Papon
En 1997, Jean-François Steiner témoigne en faveur de Maurice Papon. Il évoque l'action du fonctionnaire pour sauver un ami juif et refuse de voir en lui un « criminel contre l'humanité »,. Pour lui, Papon est « entièrement innocent », le procès étant « plus un acte de vengeance qu'un acte de justice ».

## La Sémiométrie
À partir du début des années 1980, Jean-François Steiner se livre à des recherches en sémantique quantitative qui aboutiront à la création d'une méthode permettant de reconstruire mathématiquement ce qu'il appelle un espace de sens, la sémiométrie. Il développe commercialement cette méthode en collaboration avec le groupe TNS SOFRES.

## Œuvres
- Treblinka : la révolte d'un camp d'extermination  (préf. Gilles Perrault et Simone de Beauvoir), Alleur, Paris, Évreux, Montrouge, le Livre de poche, coll. « Le Livre de poche » (no 2448), 1968 (réimpr. 1968 (BNF 33182702) c/o Club français du livre, coll. « Récits » (no 51) ; 1970 (BNF 35303324) c/o le Cercle du bibliophile, coll. « Le Cercle du bibliophile. L'Histoire en marche » ; 1974 (BNF 35327469), coll. « Club pour vous Hachette » ; 1985 (BNF 34912085) c/o éditions Marabout, coll. « Marabout université. Histoire » (no 451) ; 1994 c/o Fayard) (1re éd. 1966 c/o Fayard BNF 33182701), 398 p. (BNF 33182703).
- Si Paris..., Paris, Balland, 1970, photographies de Daniel Chaplain. Ouvrage orné de photomontages montrant la tour Eiffel dans les sables, le pont des Soupirs entre les immeubles du magasin le Printemps, un iceberg sur la Seine, la grande pyramide place de la Concorde, etc.
- Les Métèques, Paris, Fayard, 1970.
- Varsovie 44, l'insurrection, (témoignages et documents réunis et traduits par Jean-François Steiner), Paris, Flammarion, 1975.
- La sémiométrie – Essai de statistique structurale, en collaboration avec Ludovic Lebart et Marie Piron, Paris, Dunod, 2003  (ISBN 978-2-7021-4681-1).